# Stanisław Zasztoft
Stanisław Zasztoft (ur. 14 sierpnia 1909 w Dźwińsku) – funkcjonariusz aparatu bezpieczeństwa PRL.

## Życiorys
Syn Józefa i Magdaleny. Ukończył kurs NKWD w Kujbyszewie. W 1944 był kierownikiem Powiatowego Urzędu Bezpieczeństwa Publicznego w Łapach, a od 16 sierpnia 1944 do 1 lipca 1945 kierownikiem PUBP w Wysokiem Mazowieckiem. Od 1 lipca 1945 był pełniącym obowiązki kierownika Wydziału Ochrony Rządu MBP, od 22 do 26 lipca 1945 szefem Wydziału I WUBP w Katowicach, zaś od 29 lipca zastępcą kierownika Wydziału Ochrony Rządu. Funkcję tę pełnił w stopniu porucznika/kapitana/majora do 9 października 1947. Uchwałą Prezydium KRN z 12 listopada 1946 został odznaczony Krzyżem Walecznych. Po zwolnieniu ze służby został skierowany do ZSRR.